# Anthony Pilkington
Anthony Neil James Pilkington (Blackburn, Reino Unido, 6 de junio de 1988) es un exfutbolista irlandés que jugaba como centrocampista.

## Inicios de su carrera
Nacido en Blackburn, Lancashire, Pilkington jugó en sus inicios como futbolista, en los equipos juveniles del Preston North End, Manchester United y el club de su ciudad, el Blackburn Rovers F. C.

## Carrera profesional

### Stockport County F. C.
Se unió a Stockport County F.C. el 15 de diciembre de 2006, proveniente del Atherton Collieries A.F.C., donde se hizo un nombre anotando un triplete contra el FC United of Manchester. Inicialmente firmó un contrato a corto plazo en Edgeley Par, y luego anotó tres goles en sus primeros cuatro partidos con el club, incluyendo dos contra el Shrewsbury Town Football Club en el estadio Gay Meadow. Pilkington mantuvo una buena racha de resultados durante enero y febrero de 2007.
Continuó ayudando al Stockport en los playoffs al anotar otros dos goles. Anotó el segundo gol para Stockport y asistió el tercero en la victoria 3-2 sobre Rochdale en el estadio de Wembley. También obtuvo el premio oficial hombre del partido, ya que lograron ascender a la League One.
En enero de 2008, su hermano Danny también firmó por el mismo club.

### Huddersfield Town
El 23 de enero de 2009, firmó con el Huddersfield Town F.C. con un contrato de tres años y medio de duración. Hizo su debut en la derrota por 1-0 ante el Yeovil Town F.C. en Huish Park el 27 de enero de 2009. El 3 de marzo, marcó su primer gol para el Huddersfield contra Colchester United en el Galpharm Stadium. El partido terminó 2-2. Su primer gol de visitante llegó en la victoria por 2-1 ante el Bristol Rovers F.C en el Memorial Stadium, el 31 de marzo de 2009.
Pilkington comenzó la temporada 2009-10, anotando en el primer partido de la Temporada contra el Southend United  donde marcaba el descuento parcial (2-1), que finalmente empataron el juego 2-2. Luego anotó dos goles más, en la segunda ronda del Football League Trophy en el empate 3-3 contra el Chesterfield F.C., donde perdieron en los penaltis. Su segundo gol en la liga llegó en una derrota de visitante por 2-1 ante el Charlton Athletic F.C., con un gol de tiro libre justo antes del medio tiempo.
Pilkington fue una pieza importante en la escudra del Huddersfield a lo largo de la temporada 2009-10, donde hizo 45 apariciones de los 46 en total, y jugó 5 partidos de copa, marcando un total de siete goles en la liga.
Pilkington era uno de los jugadores favoritos para los aficionados. Tanto ellos como el club le apoyaron cuando sufrió una pequeña lesión, e hicieron camisetas con la frase "Hazlo por pilks".
En la victoria por 2-1 sobre el Rochdale, el 8 de marzo de 2011, Pilkington sufrió una luxación de tobillo izquierdo. El 30 de junio, el club anunció que Pilkington había declarado su intención de salir después de su fracaso por no lograr ascender a la Npower Championship.

### Norwich City
Pilkington se unió al equipo del Norwich City el 6 de julio de 2011 y firmó un contrato de tres años con la opción de otros 12 meses. El traspaso rondaba en unos 2 millones de libras esterlinas, pero finalmente se confirmó en  £ 3 000 000. 
Hizo su primera aparición desde que se lesionó, en el empate amistoso contra Real Zaragoza el 3 de agosto de 2011, que terminó en empate a un gol, donde salió de la banca para reemplazar a Bradley Johnson. Pilkington hizo su debut con el Norwich en la primera fecha de la Premier League, en empate 1-1 frente al Wigan Athletic F.C., donde reemplazó a Steve Morison. El primer gol con la camiseta del Norwich, llegó el 17 de septiembre de 2011, en la victoria de 2-1 ante el Bolton Wanderers F.C. en el Reebok Stadium. Pilkington anotó dos goles en la victoria 3-1 sobre el Swansea City F.C. en "Carrow Road", el 15 de octubre de 2011.  Anotó su octavo gol en su primera temporada, en la victoria de 2-1 sobre el Tottenham Hotspur F.C. El 17 de noviembre de 2012, Pilkington anotó el gol de la victoria contra su ex club (Manchester United), partido que culminó 1-0 en favor del Norwich.

## Selección nacional
Recibió una llamada a la selección de fútbol sub-21 de Irlanda en octubre de 2008, sin saber que era elegible para jugar por dicha selección. Solo descubrió esta posibilidad cuando un cazatalentos le preguntó por su disponibilidad. Su abuela paterna nació en Dublín, Irlanda, pero aún no ha decidido en qué selección nacional jugar, por ende, aún puede ser seleccionable para las selecciones de Inglaterra y de Irlanda, a pesar de haber jugado en el equipo sub-21 de Irlanda. Debutó en la victoria por res goles a cero contra el equipo de Lituania, donde impresionó e incluso golpeó el arco. Giovanni Trapattoni y Marco Tardelli mantuvieron un ojo sobre él antes de la participación de Irlanda en la Eurocopa 2012. En enero de 2013, fue convocado para jugar en el equipo mayor de la República de Irlanda, para jugar contra Polonia en un amistoso en febrero.

## Vida personal
Pilkington tiene un hermano menor, Danny Pilkington, quien juega en el equipo Kidderminster Harriers Football Club.

## Palmarés
Stockport County
- Football League Two play-offs : 2007-2008

Individual
- PFA Team of the Year :2010-2011